# Camille Libar
Camille Libar, né le 27 décembre 1917 à Dudelange au Luxembourg et mort le 9 octobre 1991 à Saint-Martin-d'Ary, est un footballeur international et un entraîneur luxembourgeois.

## Biographie

### Carrière en club
Il commence sa carrière en club en jouant pour l'équipe de sa ville natale, le Stade Dudelange dès 1937. Il va alors remporter le  championnat en 1939, 1940, 1945, 1946 et 1947. Il est également le meilleur buteur du championnat en 1946, à égalité avec 17 buts avec Paul Feller, et en 1947 avec 22 buts.
Après ces cinq titres, il pose son sac en France au sein de l'équipe du Racing Club de Strasbourg mais il ne joue que six matchs. Il décide alors de rejoindre les Girondins de Bordeaux qui évoluent en seconde division. Il va marquer 41 des 107 buts cette saison-là. Le 7 mai 1950, l'équipe remporte son premier titre de champion de France douze mois après avoir accédé à la première division française. Avec Bertus de Harder et Édouard Kargu, ils sont les attaquants vedettes des Girondins.
Il quitte tout de même les Girondins pour rejoindre une nouvelle fois la deuxième division en signant avec le FC Metz pour une saison puis avec le Toulouse Football Club. Il met fin à sa carrière en 1952.

### Carrière internationale
Il joue pour le Luxembourg entre 1943 et 1947 et il inscrit 3 buts en 8 rencontres officielles. En incluant les rencontres officieuses disputées par la sélection luxembourgeoise, il compte 23 sélections internationales et inscrit 14 buts de 1938 à 1947.

### Carrière d'entraîneur
Il se reconvertit au poste d'entraîneur et commence sa nouvelle carrière en 1952-53 en prenant la tête de l'équipe de Perpignan puis il rejoint l'Union sportive du Mans qui évolue alors dans le Championnat de France Amateurs. Il reste au club pendant quatre saisons avant de revenir au sein des Girondins. Succédant à Santiago Urtizberea, il prend la tête de l'équipe 1956-57 qui évolue en seconde division et il permet à l'équipe de retrouver la première division grâce à une victoire lors de la dernière journée le 31 mai 1959. En 1960, il est remplacé par Salvador Artigas à la tête de l'équipe et il met fin à sa carrière d'entraîneur.

## Source
- Marc Barreaud, Dictionnaire des footballeurs étrangers du championnat professionnel français (1932-1997), L'Harmattan, 1997.